# ベニミドロ綱
ベニミドロ綱（） (学名: Stylonematophyceae) は、微小な糸状性または単細胞性の紅藻の1群である。多くは海に生育するが、淡水やナマケモノ体毛上からも報告されている。古くは原始紅藻綱 (または亜綱) に分類されていたが、分子系統学的研究などに基づいて独立の綱とされた。

## 特徴
ベニミドロ綱に属する藻類の多くは微小な単列〜多列糸状体であるが、樹状群体を形成する属 (Chroothece) や単細胞性の属 (Rhodosorus, Rhodospora) もいる。糸状性の種では、しばしば細胞が密着していないため、その体制は偽糸状性 (pseudofilamentous) と表現されることがある。糸状性の種は特別な分裂細胞をもたず (分散成長)、また細胞間にピットプラグはない。細胞は粘質多糖に富む細胞壁で囲まれる。細胞はふつう単核性。ゴルジ体シス面は小胞体に面している。
葉緑体は細胞中央に位置する中軸性で星形、または細胞膜に沿った側膜性で盤状であり、ときにピレノイドをもつ。ふつう周縁チラコイドをもつ。葉緑体の色は紅色、紫色、青緑色など多様。カロテノイドとしてゼアキサンチンとβ-カロテンをもつ。Rhodosorus は特徴的な葉緑体の回転運動を示すが、その機構は明らかではない。貯蔵多糖はセミアミロペクチンとアミロース。低分子炭水化物としてふつうジゲネアシドとソルビトールをもつが、ズルシトールやトレハロースを含むものもいる。例外的にルフシア属 (Rufusia) (ルフシア目)はフロリドシドのみをもつ。
単細胞性の種は、滑走運動能 (チノリモ綱やロデラ綱では一般的) をほとんど示さない。単細胞性種は二分裂、それ以外の種は原胞子 (単胞子ともよばれる) や内生胞子形成、藻体の分断化によって無性生殖を行う。有性生殖は未知であるが、Kyliniella (ベニミドロ目) において造果器や不動精子様の構造が報告されている。

## 生態
多くは海産であり、海藻などに着生しているが、淡水域からも報告がある。広い塩分濃度範囲で生育可能な種もいる。Tsunamia transpacifica は、北米に達した東日本大震災による漂着物に付着していた。コケムシやホヤに内生しているものも知られる。ルフシア属はナマケモノの体毛上から見つかっている。
日本では、ニセウシケノリ (Bangiopsis subsimplex) (ベニミドロ目) が絶滅危惧I類に指定されている。

## 系統と分類
古くは原始紅藻綱または紅藻綱原始紅藻亜綱の独立目またはチノリモ目に分類されていた。その後、分子系統学的研究などに基づき、独立の綱とされた。また紅藻の中では、チノリモ綱、ロデラ綱、オオイシソウ綱に比較的近縁であることが示唆されており、合わせて"原始紅藻亜門" (Proteorhodophytina) に分類することが提唱されている。綱内ではルフシア属が最も初期に分岐したことが示されており、それ以外がベニミドロ目にまとめられている。
以前はゴニオトリクム目 (Goniotrichales)、ゴニオトリクム科 (Goniotrichaceae) という学名が使われていたが、その基となる Goniotrichum の実体が不明確であることから、現在ではベニミドロ目 (Stylonematales)、ベニミドロ科 (Stylonemataceae) の名が使われている。
2019年現在、約50種が知られ、2目2科15属に分類されている。2019年現在の一般的な属までの分類体系を以下に示す。
| ベニミドロ綱の属までの分類体系（2019年現在） - ベニミドロ綱 Stylonematophyceae H.S.Yoon, K.M.Müller, R.G.Sheath, F.D.Ott & D.Bhattacharya, 2006 - ルフシア目 Rufusiales Zuccarello & J.A.West in Zuccarello, J.A.West & Kikuchi, 2008 - ルフシア科 Rufusiaceae Zuccarello & J.A.West in Zuccarello, J.A.West & Kikuchi, 2008 - ルフシア属 Rufusia D.E.Wujek & P.Timpano, 1988 '1986' - ベニミドロ目 Stylonematales K.M.Drew, 1956 - ベニミドロ科 Stylonemataceae K.M.Drew, 1956 - ニセウシケノリ属 Bangiopsis F.Schmitz, 1896 - タマツナギ属 Chroodactylon Hansgirg, 1885 - Chroothece Hansgirg, 1884 - アミマユダマ属 Colacodictyon Feldmann, 1955 - Empselium G.I.Hansen & Scagel, 1981 - ニセベニウチワ属 Goniotrichopsis G.M.Smith, 1943 - Kyliniella Skuja, 1926 - Neevea Batters, 1900 - Purpureofilum J.A.West, Zuccarello & J.L.Scott, 2005 - Rhodaphanes J.A.West, G.C.Zuccarello, J.L Scott & K.A.West, 2007 - Rhodosorus Geitler, 1930 - Rhodospora Geitler, 1927 - ベニミドロ属 Stylonema Reinsch, 1875 - Tsunamia J.A.West, G.I.Hansen, Zuccarello & T.Hanyuda, 2016 - Viator G.I.Hansen, J.A.West, & G.C.Zuccarello, 2019 |